# Мадьюра (посёлок)
Мадью́ра (англ. Madura) — небольшой придорожный посёлок (roadhouse community), расположенный вдоль шоссе Eyre Highway в штате Западная Австралия на равнине Налларбор в Австралии.

## История
Поселение Мадьюра было основано в 1876 году как место для разведения породистых лошадей для нужд Британской Индийской армии, необходимых для ведения войны в Хайбер-Пахтунхва (в то время — территория Индии, ныне — Пакистана). Для этих же целей неподалёку были основаны аналогичные посёлки Юкла и Сервантес.

## Наши дни

Панорама посёлка

Сейчас Мадьюра представляет собой небольшой придорожный посёлок, основу которого составляет «дорожный дом» (roadhouse): центр, в котором можно заправить и починить автомобиль, купить продукты, переночевать. Развито овцеводство. Неподалёку от Мадьюры, ближе к побережью, можно наблюдать редкое и красивое геологическое явление, называемое дыхало.
В Мадьюре действует редкое поясное время UTC+8:45.

## Литература

Автодороги Западной Австралии. Мадьюра расположен в правой нижней части карты на красной линии